# Kalkulationsirrtum
Der Kalkulationsirrtum ist ein Irrtum über Umstände, aufgrund derer der Erklärende eine Leistung falsch angibt, weil er sich verrechnet, vermessen oder verschätzt hat. Hätte er sich über die Umstände (beispielsweise falsche Berechnungsvoraussetzungen) nicht geirrt, hätte er die damit unzutreffende Willenserklärung nicht geäußert. Der Erklärende hat sich in dieser Konstellation nicht nur falsch erklärt, weil er sich verschrieben oder versprochen hat.
Der Kalkulationsirrtum ist im deutschen Zivilrecht grundsätzlich als Motivirrtum unbeachtlich, da unzutreffende oder ungeprüfte Kalkulationen rechtlich der Sphäre des Erklärenden und auf dessen Risiko zugerechnet werden. Unterschieden wird zwischen internen und externen (offenen) Kalkulationsirrtümern.

## Interner Kalkulationsirrtum
Beim internen Kalkulationsirrtum (auch verdeckter Kalkulationsirrtum) wird dem Erklärungsempfänger lediglich das Berechnungsergebnis offengelegt, nicht aber die Berechnungsgrundlagen, die zu diesem Ergebnis geführt haben. Der interne Kalkulationsirrtum ist mithin ein Fehler im Willensbildungsprozess des Erklärenden. Als reiner Motivirrtum berechtigt er nicht zur Anfechtung, weshalb Fehlkalkulationen zu Lasten des Erklärenden gehen.
Beispiel: A baut einen Computer zusammen. Bei der Zusammenstellung des Preises für die Komponenten rechnet er falsch zusammen, sodass der Kaufpreis nicht auf gebührende 1000 Euro, sondern lediglich auf 800 Euro festgelegt wird. Eine Anfechtung ist ausgeschlossen. Es wurde nicht etwas anderes erklärt, als auch erklärt werden sollte. A wollte 800 Euro erklären und hat dies in Form der Preisauszeichnung auch getan.

## Externer (offener) Kalkulationsirrtum
Beim offenen Kalkulationsirrtum wird neben dem Berechnungsergebnis auch der Berechnungsweg offen gelegt. Die Behandlung des offenen Kalkulationsirrtums war rechtlich streitig. Das Reichsgericht ging noch davon aus, dass die offengelegten Kalkulationsgrundlagen Bestandteil der Erklärung seien. Stimmten Erklärung und Erklärungsinhalt nicht überein, sei ausnahmsweise ein Anfechtungsgrund gemäß § 119 Abs. 1, 1. Alt. BGB gegeben, da ein Inhaltsirrtum jedenfalls dann vorläge, wenn die Berechnung oder deren Grundlage dem anderen Teil mitgeteilt oder bei den Vertragsverhandlungen zumindest deutlich gemacht worden sei. Das Reichsgericht ging davon aus, dass es sich bei Berechnungen nicht lediglich um „innere Erwägungen“, sondern um einen Teil der Erklärung selbst handle. Diese Ansicht wird in der juristischen Literatur und vom Bundesgerichtshof heute nahezu einhellig abgelehnt, denn tatsächlich deckten sich Wille und Erklärung. Dem Reichsgericht wird entgegengehalten, es habe verkannt, dass die Einbeziehung der Kalkulationsgrundlagen in die Erklärung auf der Ebene einer fehlerhaften Willensbildung liege und nicht auf einer fehlerhaften Willensäußerung (Willensübermittlung nach § 120), weshalb lediglich ein unbeachtlicher Irrtum im Motiv vorliege.

## Auslegungsvorrang
Heute wird versucht, der Interessenlage der Parteien durch den Vorrang der Auslegung Rechnung zu tragen. Bildet der Rechenweg kraft Auslegung einen Schwerpunkt der Kalkulation, erlangt der verborgene aber wirkliche Wille des Erklärenden unmittelbare Wirksamkeit. Das falsch wiedergegebene Berechnungsergebnis stellt dann lediglich eine unschädliche Falschbezeichnung dar. Kommt hingegen dem Ergebnis der Vorrang zu, gilt die abgegebene Erklärung. Gehen beide Parteien von falschen Berechnungstatsachen aus, hilft gelegentlich auch die Rechtsfigur des „Fehlens der subjektiven Geschäftsgrundlage“ weiter, § 313 Abs. 2 BGB (beiderseitiger Motivirrtum). Kann der logische Widerspruch zwischen der dargelegten Kalkulation und dem aus der Kalkulation angeblich resultierenden Ergebnis nicht aufgelöst werden, ist die Willenserklärung perplex und damit unwirksam.

## Schadensersatz aus Nebenpflichtverletzung
Im Zusammenhang mit einem Kalkulationsirrtum kann stets auch eine Haftung aus Culpa in contrahendo in Betracht kommen. Insbesondere hat der BGH eine zum Schadensersatz verpflichtende Nebenpflichtverletzung (§ 241 Abs. 2 BGB) eines öffentlich-rechtlichen Auftraggebers bejaht, wenn der Auftraggeber den ausgeschriebenen Auftrag an den sich irrenden Bieter vergibt (und damit den Vertragsschluss herbeiführt), obwohl er sich in Kenntnis über den Irrtum des anderen Teils befindet. Allerdings muss dazu eine Überschreitung der Schwelle des wirtschaftlich Zumutbaren (wenn die Gegenleistung dem Bieter „schlechterdings nicht mehr angesonnen werden kann“, „keine annähernd äquivalente Gegenleistung“) gegeben sein. Über die Grundsätze von dolo agit (§ 242 BGB) ist es dem Auftraggeber dann gegebenenfalls verwehrt, den Erfüllungsanspruch gegen den Bieter geltend zu machen.